# جيمس روبرتسون (سياسي جامايكي)
جيمس روبرتسون (بالإنجليزية: James Robertson)‏ هو سياسي جامايكي، ولد في 9 يونيو 1966. حزبياً، نشط في حزب العمال الجامايكي. وقد انتخب عضو مجلس نواب جامايكا.